# Biblioteca Comunitária Tobias Barreto de Meneses
A Biblioteca Comunitária Tobias Barreto de Meneses é uma biblioteca pública comunitária situada na Rua Engenheiro Augusto Bernachi na Vila da Penha, tradicional bairro da Zona Norte do Rio de Janeiro. Atende principalmente crianças de escolas próximas à biblioteca e estudantes em preparação para concursos públicos. Hoje ocupa um edifício de três andares com desenho arquitetônico doado por Oscar Niemeyer.

## Informações
Seu acervo atual é de 47.000 obras.
Até mesmo obras raras são encontradas no acervo — a 1ª gramática de língua portuguesa de 1539, um discurso de Getúlio Vargas, um livro feito de pele de carneiro e outros. A biblioteca também possui computadores com acesso à internet. Os funcionários da biblioteca são voluntários.[carece de fontes?]
Na época da fundação da biblioteca, o município do Rio tinha cerca de 23 bibliotecas municipais e quatro estaduais, todas com certa burocracia para empréstimos. A Tobias Barreto, por outro lado, não exerce grande controle sobre os empréstimos.[carece de fontes?]

## História
A biblioteca foi idealizada e fundada por Evando Santos em 17 de julho de 1988, pedreiro sergipano que foi analfabeto até os 18 anos. Radicou-se no Rio de Janeiro em 1998, quando, ao encontrar uma caixa com cerca de 50 livros (incluindo Os Sertões, de Euclides da Cunha) destinados a doação, decidiu levá-la consigo. A partir daí começou a montar em casa um acervo de doações.
No início, tudo funcionava de forma amadora na própria casa de Evandro, até que ele resolveu destinar um terreno à construção do prédio próprio, no que foi auxiliado pela Prefeitura do Rio de Janeiro e pelo BNDES.
O nome da biblioteca é uma homenagem ao escritor favorito de Evando, seu conterrâneo Tobias Barreto, patrono da biblioteca.